# Lachy (rejon nieświeski)
Lachy (biał. Ляхі, Lachi; ros. Ляхи, Lachi) – wieś na Białorusi, w obwodzie mińskim, w rejonie nieświeskim, w sielsowiecie Łań, nad Ceprą.

## Historia
W XIX i w początkach XX w. położone były w Rosji, w guberni mińskiej, w powiecie słuckim, w gminie Łań.
W dwudziestoleciu międzywojennym leżały w Polsce, w województwie nowogródzkim, w powiecie nieświeskim, w gminie Łań. W 1921 miejscowość liczyła 343 mieszkańców, zamieszkałych w 71 budynkach, w tym 314 Białorusinów i 29 Polaków. 342 mieszkańców było wyznania prawosławnego i 1 rzymskokatolickiego.
Po II wojnie światowej w granicach Związku Sowieckiego. Od 1991 w niepodległej Białorusi.